# 桑木野幸司
桑木野 幸司（くわきの こうじ、1975年 ‐）は、日本の建築美学者、大阪大学栄誉教授。日本学術振興会賞、地中海学会ヘレンド賞、サントリー学芸賞等受賞。

## 人物・来歴
静岡県浜松市生まれ。1997年千葉大学工学部卒、1999年東京大学大学院工学系研究科建築史学科修士課程修了、2004－2006年ピサ大学大学院博士課程、Ph.D.を取得。2008年日本学術振興会賞受賞。2011年大阪大学大学院文学研究科准教授。同年花王芸術・科学財団美術に関する研究奨励賞受賞。2012年日本学術振興会賞、地中海学会ヘレンド賞受賞。2019年「ルネサンス庭園の精神史」でサントリー学芸賞受賞。2020年大阪大学栄誉教授。専門は西欧建築・庭園史、美術史、ルネサンス思想史。 

## 著書
- L’architetto sapiente : giardino, teatro, citta come schemi mnemonici tra il XVI e il XVII secolo / L.S. Olschki, 2011. Giardini e paesaggio
- 『叡智の建築家 記憶のロクスとしての16-17世紀の庭園、劇場、都市』中央公論美術出版 2013
- 『記憶術全史 ムネモシュネの饗宴』講談社選書メチエ 2018
- 『ルネサンス庭園の精神史　権力と知と美のメディア空間』白水社 2019
- 『ルネサンス　情報革命の時代』ちくま新書 2022

### 共著
- 『ルネサンスの演出家ヴァザーリ』野口昌夫編著、石川清・稲川直樹・赤加寿江共著 白水社 2011

### 翻訳
- ロイ・ストロング『イングランドのルネサンス庭園』圓月勝博共訳 ありな書房 2003
- パオロ・ニコローゾ『建築家ムッソリーニ 独裁者が夢見たファシズムの都市』白水社 2010
- アンドレア・パラーディオ『パラーディオのローマ 古代遺跡・教会案内』ヴォーン・ハート、ピーター・ヒックス編、白水社 2011
- ジョン・カナリー『古代ローマの肖像 ルネサンスの古銭収集と芸術文化』白水社 2012
- アンドルー・ペティグリー『印刷という革命:ルネサンスの本と日常生活』白水社 2015